# Amsterdam (1814)
De Amsterdam was een linieschip van een klasse van vier schepen, waarvan het eerste de Admiraal Zoutman (1798) was (ook gebouwd door Dorsman) en de twee overige de Admiraal Evertsen en de Admiraal De Ruijter (1806; beide gebouwd door P. Schuijt Jr.), met een bewapening van 80 stukken. Het schip kreeg aanvankelijk de naam Leeuw, maar werd vervolgens Commercie van Amsterdam en Amsterdamsche Handel genoemd onder het Koninkrijk Holland; vervolgens Commerce d'Amsterdam na de inlijving bij Frankrijk; voor het in 1814 de naam Amsterdam kreeg. Het schip bevond zich in 1814  te Nieuwediep (nu Den Helder), waar het aan de Nederlandse troepen werd overgeleverd, nadat de Franse bezetting onder Verhuell zich had overgegeven.
Op 29 oktober 1815 vertrok het onder ktz. H. Hofmeyer als onderdeel van een vloot bestaand uit de linieschepen Amsterdam, Evertsen, Admiraal De Ruyter, Braband, het fregat de Maria Reijgersbergen, het korvet Iris en de brik Spion van de rede van Texel naar Nederlands-Indië. Aan boord van deze vloot, die onder commando stond van schout-bij-nacht Arnold Adriaan Buyskes, bevond zich de commissie die als taak had de koloniën van de Engelsen over te nemen. Naast deze commissie vervoerde de vloot ook 1.800 militairen, een groep ambtenaren en 2.000.000 gulden aan contanten. De vloot arriveerde in april en mei 1816 in Nederlands-Indië.
De Amsterdam is tijdens de terugreis naar Nederland in 1817 vergaan in de Algoabaai. Het vervoerde een deel van de collectie naturalia die de botanicus Caspar Georg Carl Reinwardt had verzameld voor de Hortus botanicus te Leiden. 